# Can
Can — німецький експериментальний рок-гурт, заснований у Кельні в 1968 році Хольгером Чукаєм (бас-гітара, звукорежисер), Ірміном Шмідтом (клавішні), Міхаелем Каролі (гітара) та Яки Лібецайтом (барабани). Гурт використовував кілька вокалістів, найвідомішими з яких були американець Малкольм Муні (1968-70) та японець Дамо Сузукі (1970-73). Їх широко визнали піонерами німецької краут-рок сцени.
Засновники гурту Can походили з авангарду та джазу. Вони поєднали елементи психоделічного року, фанку та конкретної музики у таких впливових альбомах, як Tago Mago (1971), Ege Bamyasi (1972) та Future Days (1973). Can також мали комерційний успіх завдяки таким синглам, як «Spoon» (1971) та «I Want More» (1976), що потрапили до національних хіт-парадів синглів. Їхня творчість вплинула на рок, постпанк, ембієнт та електронну музику.

## Історія

### Витоки: 1966—1968
Коріння Can можна простежити до Ірміна Шмідта та його поїздки до Нью-Йорка у 1966 році. Спочатку Шмідт проводив час з авангардними музикантами, такими як Стів Райх, Ла Монте Янг та Террі Райлі, але згодом він також відкрив для себе світ Енді Воргола та готелю «Челсі». За його власними словами, ця поїздка «розбестила» його, викликавши захоплення можливостями рок-музики. Після повернення до Кельна того ж року натхненний Шмідт створив групу з американським авангардним композитором і флейтистом Девідом Сі Джонсоном та вчителем музики Хольгером Чукаєм з наміром дослідити свої щойно розширені горизонти.
|                             | Коли я заснував групу, я був класичним композитором, диригентом і піаністом, давав фортепіанні концерти, грав багато сучасної музики, а також Брамса, Шопена, Бетховена і все інше. І коли ми зібралися разом, мені захотілося зробити щось таке, в чому вся сучасна музика стала б єдиним цілим. Сучасна музика в Європі, особливо нова музика, класична музика - Булез, Штокгаузен і все таке. Я вивчав все це, я вивчав Штокгаузена, але ніхто не говорив про рок-музику, таку як Слай Стоун, Джеймс Браун чи Velvet Underground, як про сучасну музику. Потім був джаз, і всі ці елементи були нашою сучасною музикою, вона була новою. У певному сенсі вона була набагато новішою, ніж нова класична музика, яка претендувала на звання "нової музики". |
| — Шмідт, інтерв'ю 2004 року | |

До цього моменту нахили всіх трьох музикантів були суто авангардно-класичними. І Шмідт, і Чукай навчалися безпосередньо у впливового композитора Карлгайнца Штокгаузена. Шмідт обрав гру на органі та піаніно, а Чукай грав на бас-гітарі і мав змогу записувати свою музику на звичайний двохдоріжковий магнітофон. Незабаром до гурту приєдналися гітарист Міхаель Каролі, 19-річний учень Чукая, та барабанщик Яки Лібецайт, який розчарувався у роботі у фрі-джазових колективах. Коли гурт розвинув більш рок-орієнтоване звучання, розчарований Джонсон залишив гурт наприкінці 1968 року.
Гурт використовував назви «Inner Space» та «The Can», перш ніж зупинився на назві Can, стилізованій під великі літери. Муні запропонував цю назву через її позитивне значення у різних мовах. Наприклад, турецькою мовою, яку часто чують у Німеччині, «can» може означати, залежно від контексту, «життя, душа, серце, дух, кохана, життєва сила». Пізніше Лібецайт запропонував абревіатуру «Communism, Anarchism, Nihilism» («Комунізм, Анархізм, Нігілізм»), після того, як англійський журнал стверджував, що це і було їхнім початковим значенням.

### Ранні роки: 1968—1970
Приблизно у вересні 1968 року гурт залучив творчого, дуже ритмічного, але нестабільного і часто конфронтаційного американського вокаліста Малкольма Муні, нью-йоркського скульптора, з яким записав матеріал для альбому Prepared to Meet Thy Pnoom. Під назвою «Inner Space», за участю Джонсона і Муні, гурт ненадовго з'явився у фільмі 1969 року Kamasutra: Vollendung der Liebe з бек-вокалісткою Маргаретою Юван. Не знайшовши звукозаписної компанії, готової випустити альбом, гурт продовжив студійну роботу, доки не отримав матеріал для свого першого релізу — Monster Movie (1969). Цей альбом містив нові версії двох пісень, раніше записаних для Prepared to Meet Thy Pnoom, «Father Cannot Yell» і «Outside My Door». Інший матеріал, записаний приблизно в той самий час, вийшов 1981 року під назвою Delay 1968. Пронизливий вокал Муні підкреслював дивність і гіпнотичність музики, на яку особливо вплинули гаражний рок, психоделічний рок і фанк. Повторюваність була підкреслена басом і барабанами, особливо на треку «Yoo Doo Right», який був змонтований з шестигодинної імпровізації, щоб зайняти лише одну сторону вінілу. Щільна, але різноманітна гра на барабанах Лібецайта мала вирішальне значення для передачі музики.
Муні зробив свої останні записи з Can у грудні 1969-го, а наприкінці року повернувся до Америки за порадою психіатра, який сказав, що відхід від хаотичної музики Can буде корисним для його психічного здоров'я. В анотації до перевидання Monster Movie сказано, що у нього стався нервовий зрив («застряг у груві Can»), і він постійно вигукував «вгорі, внизу». У травні 1970 року його замінив стриманіший Кенджі «Дамо» Сузукі, молодий японський мандрівник, якого Чукай і Лібецайт зустріли, коли він грав на вулиці біля мюнхенської кав'ярні. Хоча він знав лише кілька гітарних акордів і імпровізував більшість своїх текстів (а не записував їх на папері), того вечора його попросили виступити з групою. Першим записом гурту з Сузукі став Soundtracks (1970), збірка музики до фільмів (зокрема фільму Глухий кут, яка також містила два попередні треки, записані з Муні. Тексти пісень Сузукі зазвичай писав англійською, а іноді й японською (наприклад, в «Oh Yeah» та «Doko E»).

### Середні роки: 1971—1973
Протягом наступних кількох років Can випустили свої найвідоміші роботи. У той час як ранні записи гурту, як правило, принаймні частково ґрунтувалися на традиційних пісенних структурах, на альбомах середини кар'єри група повернулася до надзвичайно гнучкого імпровізаційного стилю. Подвійний альбом Tago Mago (1971) часто розглядається як новаторський, впливовий і глибоко нетрадиційний, оснований на інтенсивно ритмічних барабанних партіях, натхненних джазом, імпровізованому соло на гітарі та клавішних (часто переплітаючись), магнітофонному монтажі в якості композиції та ідіосинкратичному вокалі Сузукі. Чукай сказав, що це «була спроба досягти таємничого музичного світу від світла до темряви і назад».
У 1971 році гурт написав музику до трисерійного німецькомовного телевізійного кримінального міні-серіалу Das Messer, режисера Рольфа фон Сидова. Трек «Spoon» був використаний як музична тема і, вийшов як сингл, досяг 6 місця в німецькому хіт-параді синглів.
За Tago Mago у 1972 році вийшов Ege Bamyasi, доступніший, але все ще авангардний альбом, до якого увійшли «Spoon» і «Vitamin C». Чукай сказав: «Ми змогли досягти чудового сухого і атмосферного звучання… [Ege Bamyasi] відображає легший настрій групи».
За ним вийшов альбом Future Days 1973 року, ранній приклад ембієнтної музики, який також включає поп-пісню «Moonshake». Чукай розповідав: «„Bel Air“ [20-хвилинний трек, який займає всю другу сторону на оригінальній платівці Future Days показав Can у стані електричного симфонічного гурту, який виконує мирні, хоча іноді драматичні пейзажні картини».
Незабаром після запису Future Days Сузукі пішов з гурту, щоб одружитися зі своєю німецькою подругою і стати Свідком Єгови. Вокал взяли на себе Каролі і Шмідт, але після відходу Сузукі вокал став звучати в меншій кількості треків Can, оскільки гурт експериментував з ембієнтною музикою, розпочатою з Future Days.

### Пізніші роки: 1974—1979

Обкладинка альбому «Unlimited Edition» 1976 року

Альбом Soon Over Babaluma 1974 року продовжив ембієнтний стиль Future Days, але з деякими абразивними нотками Tago Mago та Ege Bamyasi. 1975 року Can підписав контракт з Virgin Records у Великобританії та EMI/Harvest у Німеччині, з'явившись того ж року на передачі BBC Old Grey Whistle Test у пам'ятному виконанні Vernal Equinox, в якому Шмідт грав на клавішних з серією швидких карате-рухів. Невдовзі після виступу Шмідт зламав ногу, що призвело до скасування британського туру гурту.
Пізніші альбоми Landed (1975) та Flow Motion (1976) демонструють перехід Can до дещо традиційнішого стилю в міру вдосконалення технології запису. Диско-сингл «I Want More» з Flow Motion став його єдиним хітом за межами Німеччини. Написаний у співавторстві з звукорежисером Пітером Гілмором, сингл сягнув 26 місця у британських чартах у жовтні 1976 року, що сприяло появі на Top of the Pops, де Чукай виступав з контрабасом. 1977 року до Can приєдналися колишній басист гурту Traffic Роско Ґі та перкусіоніст Ребоп Кваку Баа, які взяли участь у записі альбомів Saw Delight (1977), Out of Reach (1978) та Can (1979), а також виконали вокальні партії.
У цей період Чукай був витіснений на периферію діяльності гурту через розбіжності щодо творчого напрямку і його нездатність як бас-гітариста встигати за зростанням інших музикантів. Бас-гітара була чимось, що Чукай «взяв майже за замовчуванням», і він легко визнавав свої обмеження на цьому інструменті. Після того, як Ґі приєднався до Can, Чукай створював звуки за допомогою короткохвильових радіоприймачів, клавіш азбуки Морзе, магнітофонів та інших різноманітних предметів. Він покинув Can наприкінці 1977 року і не з'явився на альбомах Out of Reach та Can, хоча брав участь у продюсуванні останнього альбому. Здавалося, що невдовзі після цього гурт перебував у перерві, але відтоді кілька разів відбувалися його реюніони.

### Після розпаду та возз'єднання
Після розпаду всі колишні учасники гурту брали участь у музичних проєктах, часто як сесійні музиканти інших виконавців. 1986 року вони ненадовго переформатувалися з оригінальним вокалістом Муні, щоб записати альбом Rite Time (вийшов 1989 року). 1991 року Каролі, Лібецайт, Муні та Шмідт знову об'єдналися для запису треку до фільму Віма Вендерса Коли настане кінець світу, а в серпні 1999 року Каролі, Лібецайт та Шмідт разом з Джоно Подмором записали кавер-версію «The Third Man Theme» для компіляції Pop 2000 лейблу Grönland Records. У 1999 році четверо основних учасників Can: Каролі, Лібецайт, Шмідт і Чукай виступили наживо на одному концерті, хоча грали окремо зі своїми поточними сольними проєктами (Sofortkontakt, Club Off Chaos, Kumo і U-She відповідно). Відтоді Can стали предметом численних компіляцій, концертних альбомів та семплів. 2004 року гурт розпочав серію ремастерів свого бек-каталогу на Super Audio CD, яка була завершена у 2006 році.
Міхаель Каролі помер від раку 17 листопада 2001 року; Яки Лібецайт помер від пневмонії 22 січня 2017 року, а Чукай помер природною смертю 5 вересня 2017 року, таким чином залишивши Ірміна Шмідта єдиним на сьогодні послідовним учасником гурту.

### Сольні роботи
Чукай записав кілька ембієнт-альбомів і співпрацював, зокрема, з Девідом Сильвіаном. Які Лібецайт багато грав з басистами Джа Воблом і Біллом Ласвеллом, з ансамблем барабанщиків Drums off Chaos і в 2005 році з Datenverarbeiter на онлайн-альбомі Givt. Міхаель Каролі перед смертю записав альбом реґі з Поллі Ельтес, а Ірмін Шмідт почав працювати з барабанщиком Мартіном Аткінсом, створивши ремікс для індастріал-гурту The Damage Manual і кавер на пісню «Banging the Door» для триб'ют-альбому гурту Public Image Ltd. Обидва альбоми вийшли на лейблі Аткінса, Invisible Records. Каролі заснував Sofortkontakt! для концертів возз'єднання Can у 1999 році з Марком Спайбі, який раніше був пов'язаний з Dead Voices on Air, Zoviet France, Reformed Faction і Download. У гурті також грали Александр Шенерт, Фелікс Гуттієрес з Jelly Planet, Томас Хопф і Манджао Фаті. Каролі також неодноразово виступав з гуртом Дамо Сузукі Network. Дамо Сузукі повернувся до музики у 1983 році і відтоді грає живі імпровізаційні шоу в усьому світі з місцевими музикантами та членами гастролюючих гуртів, іноді видаючи live-альбоми. Малкольм Муні записав альбом як вокаліст гурту Tenth Planet у 1998 році. Роско Ґі був басистом у живому гурті на телешоу Гаральда Шмідта в Німеччині з 1995 року. Ребоп Кваку Баа помер у 1983 році після крововиливу в мозок.

### Архівні релізи
Can випустили альбом-компіляцію Limited Edition у 1974 році, а в 1976 році розширили його до подвійного альбому Unlimited Edition зі своїх невиданих студійних записів. Delay 1968, що вийшов у 1981 році, був компіляцією невиданих записів 1968—1969 років. Cannibalism 2, альбом-компіляція альбомного та синглового матеріалу, також містив одну невидану пісню 1960-х років «Melting Away».
У 1995 році вийшла The Peel Sessions, збірка записів Can на BBC. 1999 року вийшов Can Box, що містив документальний відеофільм про гурт, концертний запис 1972 року та подвійний концертний CD, упорядкований Міхаелем Каролі, а згодом виданий окремо як Can Live Music (Live 1971—1977). Невидана жива музика Can також увійшла до ювілейного 40-го видання Tago Mago у 2011 році та колекційного боксу Can на 17 LP у 2014 році.
The Lost Tapes, що вийшов 2012 року, підготували Ірмін Шмідт і Даніель Міллер, упорядкували Шмідт і Джоно Подмор, а відредагував Подмор.

## Музика

### Стиль
Хольгер Чукай та Ірмін Шмідт були учнями Карлгайнца Штокгаузена, і Can успадкували від нього сильну музичну теорію; останній отримав освіту класичного піаніста, в той час як Міхаель Каролі був учнем Хольгера Чукай і привніс вплив циганської музики через свої езотеричні дослідження. Барабанщик Яки Лібецайт мав сильні джазові нахили. Звучання гурту спочатку мало базуватися на звучанні етнічної музики, тому, коли гурт вирішив взяти на озброєння гаражний рок, його перший учасник Девід Джонсон покинув гурт. Пізніше ця етнічна музика була втілена в таких альбомах, як Ege Bamyasi, Future Days і Saw Delight, а також завдяки залученню нових учасників гурту з різними національностями. Серія треків на альбомах Can, знана як «Ethnological Forgery Series», скорочено «E.F.S», продемонструвала здатність гурту успішно відтворювати музику з етнічним звучанням. Вони створювали свою музику здебільшого шляхом колективного спонтанного написання, записуючи семпли в студії та редагуючи результати; басист і головний звукоінженер Чукай називав живі та студійні виступи Can «миттєвими композиціями».
Ранні рок-впливи гурту включають Бітлз та Velvet Underground, а також Джимі Гендрікса, Слая Стоуна та Френка Заппу. Гурт зізнався, що початок пісні Can «Father Cannot Yell» був натхненний піснею Velvet Underground «European Son». Голос Малкольма Муні порівнювали з голосом Джеймса Брауна (визнаного кумира учасників гурту), а їхній ранній стиль, оснований на психоделічній музиці, порівнювали з Pink Floyd. Обширний монтаж звуку Чукая іноді порівнювали з музикою трубача Майлза Девіса кінця 60-х років (наприклад, In a Silent Way і Bitches Brew): і Can, і Девіс записували довгі імпровізації з інтенсивним грувом, а потім зводили найкращі фрагменти разом для своїх альбомів. Чукай і Тео Масеро (продюсер Девіса) обидва мали коріння в конкретній музиці 1940-х і 50-х років. Ірмін Шмідт заявив у 1996 році в розмові з Міхаелем Каролі щодо різних посилань на впливи на їхню музику: «Знаєте, весело, що, попри всі передбачувані впливи на нас, про які писали, ніколи не згадувався один, який мав найбільший вплив: Міхаель фон Біль».
Дамо Сузукі був зовсім іншим співаком, ніж Муні, з багатомовним (він стверджував, що співає «мовою кам'яного віку») і часто незбагненним вокальним стилем. З Сузукі гурт записав свої найуспішніші з точки зору критики та комерції альбоми. Робота ритм-секції на Tago Mago була особливо високо оцінена: один критик зазначав, що більша частина альбому заснована на «довгих імпровізаціях, побудованих навколо гіпнотичних ритмічних патернів»; інший писав, що на «Halleluhwah» вони «вибивають монстр-транс/фанк-біт».

### Спадщина та вплив
Гурти Lumerians та Happy Mondays згадували про вплив Can. Критик Саймон Рейнольдс писав, що «всесвітній авангард Can передбачив багато кроків, зроблених у таких танцювальних жанрах, як трип-хоп, етнотехно та ембієнт-джангл». Браян Іно зняв короткометражний фільм на честь Can, а Джон Фрушанте з Red Hot Chili Peppers з'явився на церемонії Echo Awards, на якій Can отримали найпрестижнішу музичну нагороду в Німеччині, щоб віддати данину пам'яті гітаристу Міхаелю Каролі. Radiohead часто переспівували пісню Can «The Thief» на початку 2000-х, і посилалися на їхній вплив на свій альбом Kid A 2000 року. Марк Е. Сміт з групи The Fall віддав данину поваги Сузукі треком «I Am Damo Suzuki» на альбомі 1985 року This Nation's Saving Grace. The Jesus and Mary Chain виконали кавер-версію «Mushroom» наживо в середині 1980-х.[42] Марк Голліс з Talk Talk кілька разів згадував про вплив Can на їхні пізніші альбоми, Spirit of Eden і Laughing Stock.
Щонайменше п'ять відомих гуртів назвали себе на честь Can: Mooney Suzuki на честь Малкольма Муні та Дамо Сузукі; інді-рок гурт Spoon на честь хіта «Spoon»; електронний гурт Egebamyasi, створений шотландським музикантом Містером Еггом у 1984 році на честь альбому Can Ege Bamyasi; Hunters & Collectors на честь пісні з альбому Landed; та Moonshake, названий на честь треку з альбому Future Days, який заснував колишній фронтмен гурту «Wolfhounds» Девід Каллахен. Шотландський письменник Алан Уорнер написав два романи, присвячені двом різним учасникам гурту Can («Morvern Callar» — Хольгеру Чукаю і «The Man Who Walks» — Міхаелю Каролі відповідно). Альбом реміксів Sacrilege містить ремікси на треки Can від артистів, які зазнали впливу Can, включаючи Sonic Youth та Unkle. Їхні етномузичні тенденції передували захопленню світовою музикою у 1980-х роках. Хоча вони не мали такого впливу на електронну музику, як Kraftwerk, вони були важливими ранніми піонерами ембієнт-музики, разом з Tangerine Dream. Багато гуртів, що працюють у жанрі пост-рок, можуть вважати Can частиною великої краут-рок сцени, так само як і нео-прог гурти, такі як The Mars Volta. Rolling Stone назвав гурт «піонером спейс-року». Каньє Вест використав семпл «Sing Swan Song» у своїй пісні «Drunk & Hot Girls» зі свого альбому Graduation 2007 року. Британський гурт Loop перебував під сильним впливом Can через свій повторюваний поліритмічний стиль, зробивши кавер на пісню Can «Mother Sky» на своєму альбомі Fade Out. Югославський прогресивний/психоделічний рок-гурт Igra Staklenih Perli, що перебував під сильним впливом Can, на своєму однойменному дебютному альбомі випустив пісню «Pečurka» («Mushroom») як данину поваги Can.
Гурт згадується як такий, що вплинув на формування дебютного синглу LCD Soundsystem «Losing My Edge». Сингл Oasis 2008 року «The Shock of the Lightning» був натхненний Can і Neu!.

### Імпровізація, запис та живі виступи
Значна частина музики Can була заснована на вільній імпровізації, а потім відредагована для студійних альбомів. Наприклад, під час підготовки саундтреку лише Ірмін Шмідт переглядав фільм, а потім давав решті гурту загальний опис сцен, які вони будуть озвучувати. Це допомогло імпровізованому саундтреку бути успішним як в контексті фільму, так і поза ним.
На живих виступах Can часто поєднували спонтанні імпровізації такого роду з піснями, що з'являлися на їхніх альбомах. Трек «Colchester Finale», що з'явився на альбомі Can Live, включає частини «Halleluhwah» у композицію тривалістю понад півгодини. На ранніх концертах Муні та Сузукі часто шокували публіку. Коли Чукай запитав актора Дейвіда Нівена, що він думає про концерт, Нівен відповів: «Це було чудово, але я не знав, що це була музика». Після відходу Сузукі музика зросла в інтенсивності без вокального центру. Гурт зберіг здатність колективно імпровізувати з центральною темою або без неї годинами (їхній найдовший виступ у Берліні тривав понад шість годин), що призвело до створення великого архіву виступів.
Після Дамо Сузукі гурт намагався знайти нового вокаліста, але ніхто не підходив на цю роль. 1975 року фолк-співак Тім Хардін зайняв місце вокаліста і зіграв на гітарі з Can одну пісню на двох концертах, виконавши свою власну «The Lady Came From Baltimore». Малайзійський вокаліст Тайга Радж Раджа Ратнам відіграв з групою шість концертів з січня по березень 1976 року. Інший тимчасовий вокаліст, англієць Майкл Казінс, гастролював з Can з березня (Франція) по квітень (Німеччина) 1976 року.

## Склад
- Міхаель Каролі — гітара, вокал, скрипка (1968—1979, 1986, 1988, 1991, 1999)
- Яки Лібецайт — барабани, перкусія (1968—1979, 1986, 1988, 1991, 1999)
- Ірмін Шмідт — клавішні, вокал (1968—1979, 1986, 1988, 1991, 1999)
- Хольгер Чукай — басс, звукорежисер, електроніка, вокал, валторна (1968—1977, 1986, 1988)
- Девід Сі Джонсон — додаткові інструменти, електроніка та маніпуляції зі стрічкою (1968)
- Малкольм Муні — вокал (1968—1970, 1986—1988, 1991)
- Дамо Сузукі — вокал (1970—1973)
- Роско Ґі — бас, вокал (1977—1979)
- Ребоп Кваку Баа — перкусія, вокал (1977—1979)

## Дискографія

### Студійні альбоми
- 1969: Monster Movie
- 1971: Tago Mago
- 1972: Ege Bamyasi
- 1973: Future Days
- 1974: Soon Over Babaluma
- 1975: Landed
- 1976: Flow Motion
- 1977: Saw Delight
- 1978: Out of Reach
- 1979: Can
- 1989: Rite Time

### Збірки та концертні релізи
- 1970: Soundtracks
- 1974: Limited Edition
- 1976: Unlimited Edition
- 1976: Opener
- 1978: Cannibalism
- 1981: Delay 1968
- 1981: InCANdescence
- 1992: Cannibalism 2
- 1993: Cannibalism 3
- 1994: Anthology
- 1995: The Peel Sessions
- 1997: Sacrilege
- 1999: Can Live Music (Live 1971—1977)
- 2009: Agilok & Blubbo
- 2009: Kamasutra: Vollendung Der Liebe
- 2012: The Lost Tapes
- 2017: The Singles
- 2021: Live in Stuttgart 1975
- 2021: Live in Brighton 1975
- 2022: Live in Cuxhaven 1976
- 2024: Live in Paris 1973